# UEFAネーションズリーグ2020-21・リーグC
UEFAネーションズリーグ2020-21・リーグCは、欧州サッカー連盟（UEFA）が主催し加盟55協会が参加するサッカーの国際大会であるUEFAネーションズリーグ2020-21の第3ディビジョン。

## フォーマット
前回大会からフォーマットが変更され、リーグCの参加チームは15チームから16チームに拡大された。前回大会終了後の総合ランキング33位から48位のチームで構成され、ランキングに基づいて4つのポットに振り分けた上で組み合わせ抽選を行った。各チームは、2020年9月、10月、11月の国際Aマッチデーにホーム・アンド・アウェー2回戦総当たりのリーグ戦（各チーム6試合）を戦い、各グループの勝者は次シーズンのUEFAネーションズでリーグBに昇格し、各グループの4位のチームは残留プレーオフ（プレーアウト）を戦う。
リーグCからリーグDへの降格枠は2で、残留プレーオフは2022年3月に行われる。グループステージ終了時点の総合ランキングに基づき、「45位対48位（リーグ4位同士の1位対3位）」「46位対47位（同2位対3位）」の組み合わせでホーム・アンド・アウェー2回戦を戦い（上位チームが第2戦のホーム）、勝者が次シーズンのUEFAネーションズでリーグC残留、敗者がリーグD降格となる（詳細後述）。

## チーム

### チームの変更
以下は、2018–19シーズンからのリーグCのチーム変更状況。
| グループの勝者： - ベラルーシ - ジョージア - コソボ - 北マケドニア | フォーマット変更による昇格： - アルメニア - アゼルバイジャン - カザフスタン - ルクセンブルク - モルドバ |

| グループの勝者： - フィンランド - ノルウェー - スコットランド - セルビア | フォーマット変更による昇格： - ブルガリア - ハンガリー - イスラエル - ルーマニア |

次のチーム変更は当初、リーグCで発生するように設定されていたが、フォーマット変更のため降格されたチームがなくなった。
| - 北アイルランド - アイルランド - スロバキア - トルコ |

| - キプロス - エストニア - リトアニア - スロベニア |

### 組み合わせ抽選
抽選時のポット振り分けにおいては、従来のレギュレーションで残留したチームについては前回大会の総合ランキングを元にして順番に振り分けられたが、続いて「従来のレギュレーションでは降格となっていたチーム」「新たなレギュレーションで昇格したチーム」の順番にランク付けされた。この振り分けは2019年12月4日に承認され 、アクセスリストのランキングに基づいた。  
| チーム       |    |
| ------------ | -- |
| ギリシャ     | 33 |
| アルバニア   | 34 |
| モンテネグロ | 35 |
| ジョージア   | 36 |

| チーム       |    |
| ------------ | -- |
| 北マケドニア | 37 |
| コソボ       | 38 |
| ベラルーシ   | 39 |
| キプロス     | 40 |

| チーム         |    |
| -------------- | -- |
| エストニア     | 41 |
| スロベニア     | 42 |
| リトアニア     | 43 |
| ルクセンブルク | 44 |

| チーム           |    |
| ---------------- | -- |
| アルメニア       | 45 |
| アゼルバイジャン | 46 |
| カザフスタン     | 47 |
| モルドバ         | 48 |

抽選は、2020年3月3日18：00 （CET） にオランダ・アムステルダムにあるベルラー・ヴァン・ベルラーヘ（英語版）で行われた    。

## グループ
抽選結果は2020年3月3日にUEFAによって承認された 。 2020年6月17日、UEFA実行委員会は2020年10月と11月のリーグフェーズスケジュールを調整し、 UEFA EURO2020予選プレーオフを完了できるようにした  。変更に続いて、2020年10月と11月のフィクスチャの改訂されたスケジュールが2020年6月26日にUEFAによってリリースされた。  
時間は特記なき限り中央ヨーロッパ時間(CET, UTC+1) / 中央ヨーロッパ夏時間(CEST, UTC+2) 表記 （現地時間が異なる場合は括弧内に表記）。

### グループ1
| 順 | チーム           | 試 | 勝 | 分 | 敗 | 得 | 失 | 差 | 点 | PQ             |     | モンテネグロ | ルクセンブルク | アゼルバイジャン | キプロス |
| -- | ---------------- | -- | -- | -- | -- | -- | -- | -- | -- | -------------- | --- | ------------ | -------------- | ---------------- | -------- |
| 1  | モンテネグロ (P) | 6  | 4  | 1  | 1  | 10 | 2  | +8 | 13 | リーグB昇格    |     | —            | 1–2            | 2–0              | 4–0      |
| 2  | ルクセンブルク   | 6  | 3  | 1  | 2  | 7  | 5  | +2 | 10 |                |     | 0–1          | —              | 0–0              | 2–0      |
| 3  | アゼルバイジャン | 6  | 1  | 3  | 2  | 2  | 4  | −2 | 6  |                | 0–0 | 1–2          | —              | 0–0              |          |
| 4  | キプロス (Q)     | 6  | 1  | 1  | 4  | 2  | 10 | −8 | 4  | 残留プレーオフ |     | 0–2          | 2–1            | 0–1              | —        |

| 2020年9月5日 18:00 (20:00 UTC+4) |

| アゼルバイジャン  | 1–2           | ルクセンブルク                                    |
| シェイダエフ 43分 | Report (UEFA) | クリボチュク 48分 (o.g.) · ロドリゲス 72分 (pen.) |

| バクー・オリンピックスタジアム, バクー · 観客数: 0 · 主審: クリス・カヴァナ ( イングランド) |

| 2020年9月5日 18:00 (19:00 UTC+3) |

| キプロス | 0–2           | モンテネグロ              |
|          | Report (UEFA) | ヨヴェティッチ 60分, 73分 |

| GSPスタジアム, ニコシア · 観客数: 0 · 主審: ハーム・オスマース ( ドイツ) |

| 2020年9月8日 20:45 (21:45 UTC+3) |

| キプロス | 0–1           | アゼルバイジャン |
|          | Report (UEFA) | メドベデフ 29分  |

| GSPスタジアム, ニコシア · 観客数: 0 · 主審: フィリップ・グロバ ( スロベニア) |

| 2020年9月8日 20:45 |

| ルクセンブルク | 0–1           | モンテネグロ           |
|                | Report (UEFA) | ベチライ 90+3分 (pen.) |

| スタッド・ヨジー・バーテル, ルクセンブルク · 観客数: 0 · 主審: ローレンス・ヴィサー ( ベルギー) |

| 2020年10月10日 15:00 |

| ルクセンブルク    | 2–0           | キプロス |
| シナニ 12分, 26分 | Report (UEFA) |          |

| スタッド・ヨジー・バーテル, ルクセンブルク · 観客数: 1,334 · 主審: ドン・ロバートソン ( スコットランド) |

| 2020年10月10日 15:00 |

| モンテネグロ                               | 2–0           | アゼルバイジャン |
| ヨヴェティッチ 9分 · イヴァノヴィッチ 71分 | Report (UEFA) |                  |

| スタディオン・ポド・ゴリツォム, ポドゴリツァ · 観客数: 0 · 主審: リカルド・デ・ブルゴス・ベンゴエチェア ( スペイン) |

| 2020年10月13日 18:00 |

| アゼルバイジャン | 0–0           | キプロス |
|                  | Report (UEFA) |          |

| エルバサン・アレナ, エルバサン (アルバニア) · 観客数: 0 · 主審: フラン・ヨヴィッチ ( クロアチア) |

| 2020年10月13日 20:45 |

| モンテネグロ          | 1–2           | ルクセンブルク                                |
| イヴァノヴィッチ 34分 | Report (UEFA) | エドヴィン・ムラトヴィッチ 42分 · シナニ 86分 |

| スタディオン・ポド・ゴリツォム, ポドゴリツァ · 観客数: 0 · 主審: ザシャ・シュテーゲマン ( ドイツ) |

| 2020年11月14日 18:00 |

| アゼルバイジャン | 0–0           | モンテネグロ |
|                  | Report (UEFA) |              |

| イヴァン・ラジャク＝イビッチ・スタジアム, ザプレシチ (クロアチア) · 観客数: 0 · 主審: セルゲイ・イワノフ ( ロシア) |

| 2020年11月14日 18:00 (19:00 UTC+2) |

| キプロス                     | 2–1           | ルクセンブルク        |
| カスタノス 34分 (pen.), 71分 | Report (UEFA) | クースロス 5分 (o.g.) |

| GSPスタジアム, ニコシア · 観客数: 0 · 主審: マティアス・ゲストラニウス ( フィンランド) |

| 2020年11月17日 20:45 |

| ルクセンブルク | 0–0           | アゼルバイジャン |
|                | Report (UEFA) |                  |

| スタッド・ヨジー・バーテル, ルクセンブルク · 観客数: 100 · 主審: フェリックス・ツバイヤー ( ドイツ) |

| 2020年11月17日 20:45 |

| モンテネグロ                                                    | 4–0           | キプロス |
| ヨヴェティッチ 14分 · ボリェヴィッチ 25分, 28分 · ムゴシャ 60分 | Report (UEFA) |          |

| スタディオン・ポド・ゴリツォム, ポドゴリツァ · 観客数: 0 · 主審: イリタン・シュミュレヴィッチ ( イスラエル) |

### グループ2
| 順 | チーム         | 試 | 勝 | 分 | 敗 | 得 | 失 | 差 | 点 | PQ             |     | アルメニア | 北マケドニア | ジョージア (国) | エストニア |
| -- | -------------- | -- | -- | -- | -- | -- | -- | -- | -- | -------------- | --- | ---------- | ------------ | --------------- | ---------- |
| 1  | アルメニア (P) | 6  | 3  | 2  | 1  | 9  | 6  | +3 | 11 | リーグB昇格    |     | —          | 1–0          | 2–2             | 2–0        |
| 2  | 北マケドニア   | 6  | 2  | 3  | 1  | 9  | 8  | +1 | 9  |                |     | 2–1        | —            | 1–1             | 2–1        |
| 3  | ジョージア     | 6  | 1  | 4  | 1  | 6  | 6  | 0  | 7  |                | 1–2 | 1–1        | —            | 0–0             |            |
| 4  | エストニア (Q) | 6  | 0  | 3  | 3  | 5  | 9  | −4 | 3  | 残留プレーオフ |     | 1–1        | 3–3          | 0–1             | —          |

| 2020年9月5日 15:00 |

| 北マケドニア                                       | 2–1           | アルメニア                 |
| アリオスキ 5分 (pen.) · ネストロフスキ 38分 (pen.) | Report (UEFA) | バルセグヤン 90+4分 (pen.) |

| トシェ・プロエスキ・アレナ, スコピエ · 観客数: 0 · 主審: イルファン・ペルイト ( ボスニア・ヘルツェゴビナ) |

| 2020年9月5日 18:00 (19:00 UTC+3) |

| エストニア | 0–1           | ジョージア        |
|            | Report (UEFA) | カチャラヴァ 32分 |

| ア・ル・コック・アレーナ, タリン · 観客数: 0 · 主審: ドナタス・ルムシャス ( リトアニア) |

| 2020年9月8日 18:00 (20:00 UTC+4) |

| アルメニア                            | 2–0           | エストニア |
| カラペティアン 43分 · ウェイマル 65分 | Report (UEFA) |            |

| ワスゲン・サルキシャン・アンヴァン・ハンラペタカン・マルザダシ, エレバン · 観客数: 0 · 主審: デイビット・クート ( イングランド) |

| 2020年9月8日 18:00 (20:00 UTC+4) |

| ジョージア                     | 1–1           | 北マケドニア      |
| オクリアシュウィリ 13分 (pen.) | Report (UEFA) | リストフスキ 33分 |

| ボリス・パイチャーゼ・スタジアム, トビリシ · 観客数: 0 · 主審: ピーター・キャスガード＝アンデルセン ( デンマーク) |

| 2020年10月11日 18:00 |

| アルメニア                                  | 2–2           | ジョージア                                  |
| バイラミアン 6分 · ムヒタリアン 89分 (pen.) | Report (UEFA) | カチャラヴァ 46分 · オクリアシュウィリ 74分 |

| ティヒ市立競技場, ティヒ (ポーランド) · 観客数: 0 · 主審: イヴァン・ベベク ( クロアチア) |

| 2020年10月11日 18:00 (19:00 UTC+3) |

| エストニア                               | 3–3           | 北マケドニア                                      |
| サピネン 33分, 61分 · リバク 76分 (pen.) | Report (UEFA) | クース 3分 (o.g.) · パンデフ 80分 · ザイコフ 88分 |

| ア・ル・コック・アレーナ, タリン · 観客数: 908 · 主審: ムハンマド・アル・ハキム ( スウェーデン) |

| 2020年10月14日 20:45 (21:45 UTC+3) |

| エストニア    | 1–1           | アルメニア         |
| サピネン 14分 | Report (UEFA) | K.ホバニシアン 8分 |

| ア・ル・コック・アレーナ, タリン · 観客数: 1,007 · 主審: ルイス・ゴディーニョ ( ポルトガル) |

| 2020年10月14日 20:45 |

| 北マケドニア             | 1–1           | ジョージア            |
| アリオスキ 90+3分 (pen.) | Report (UEFA) | クヴァラツヘリア 74分 |

| トシェ・プロエスキ・アレナ, スコピエ · 観客数: 0 · 主審: バルトシュ・フランコフスキー ( ポーランド) |

| 2020年11月15日 15:00 |

| 北マケドニア                              | 2–1           | エストニア    |
| トリチコフスキ 29分 · ストヤノフスキ 68分 | Report (UEFA) | サピネン 52分 |

| トシェ・プロエスキ・アレナ, スコピエ · 観客数: 0 · 主審: マリウス・アヴラム ( ルーマニア) |

| 2020年11月15日 18:00 (21:00 UTC+4) |

| ジョージア                   | 1–2           | アルメニア                        |
| カザイシュヴィリ 65分 (pen.) | Report (UEFA) | ガザリャン 33分 · アダムヤン 86分 |

| ボリス・パイチャーゼ・スタジアム, トビリシ · 観客数: 0 · 主審: マルコ・グイーダ ( イタリア) |

| 2020年11月18日 18:00 (19:00 UTC+2) |

| アルメニア            | 1–0           | 北マケドニア |
| ハムバルズミャン 55分 | Report (UEFA) |              |

| GSPスタジアム, ニコシア (キプロス) · 観客数: 0 · 主審: ボビー・マッデン ( スコットランド) |

| 2020年11月18日 18:00 (21:00 UTC+4) |

| ジョージア | 0–0           | エストニア |
|            | Report (UEFA) |            |

| ボリス・パイチャーゼ・スタジアム, トビリシ · 観客数: 0 · 主審: イルファン・ペルイト ( ボスニア・ヘルツェゴビナ) |

### グループ3
| 順 | チーム         | 試 | 勝 | 分 | 敗 | 得 | 失 | 差  | 点 | PQ             |     | スロベニア | ギリシャ | コソボ | モルドバ |
| -- | -------------- | -- | -- | -- | -- | -- | -- | --- | -- | -------------- | --- | ---------- | -------- | ------ | -------- |
| 1  | スロベニア (P) | 6  | 4  | 2  | 0  | 8  | 1  | +7  | 14 | リーグB昇格    |     | —          | 0–0      | 2–1    | 1–0      |
| 2  | ギリシャ       | 6  | 3  | 3  | 0  | 6  | 1  | +5  | 12 |                |     | 0–0        | —        | 0–0    | 2–0      |
| 3  | コソボ         | 6  | 1  | 2  | 3  | 4  | 6  | −2  | 5  |                | 0–1 | 1–2        | —        | 1–0    |          |
| 4  | モルドバ (Q)   | 6  | 0  | 1  | 5  | 1  | 11 | −10 | 1  | 残留プレーオフ |     | 0–4        | 0–2      | 1–1    | —        |

| 2020年9月3日 20:45 |

| モルドバ          | 1–1           | コソボ      |
| ニコラエスク 20分 | Report (UEFA) | コロリ 71分 |

| スタディオ・エンニオ・タルディーニ, パルマ (イタリア) · 観客数: 0 · 主審: カイ・エリック・スティーン ( ノルウェー) |

| 2020年9月3日 20:45 |

| スロベニア | 0–0           | ギリシャ |
|            | Report (UEFA) |          |

| スタディオン・ストジツェ, リュブリャナ · 観客数: 0 · 主審: ボビー・マッデン ( スコットランド) |

| 2020年9月6日 18:00 |

| スロベニア  | 1–0           | モルドバ |
| ボハル 28分 | Report (UEFA) |          |

| スタディオン・ストジツェ, リュブリャナ · 観客数: 0 · 主審: ジェローム・ブリサード ( フランス) |

| 2020年9月6日 20:45 |

| コソボ          | 1–2           | ギリシャ                         |
| B.ベリシャ 82分 | Report (UEFA) | リムニオス 2分 · シオヴァス 51分 |

| ファディル・ボクリ・スタジアム, プリシュティナ · 観客数: 0 · 主審: パヴェル・クラロヴェック ( チェコ) |

| 2020年10月11日 20:45 (21:45 UTC+3) |

| ギリシャ                                   | 2–0           | モルドバ |
| バカセタス 45+3分 (pen.) · マンタロス 50分 | Report (UEFA) |          |

| アテネ・オリンピックスタジアム, アテネ · 観客数: 0 · 主審: デニス・ヒグラー ( オランダ) |

| 2020年10月11日 20:45 |

| コソボ | 0–1           | スロベニア      |
|        | Report (UEFA) | ヴチキッチ 22分 |

| ファディル・ボクリ・スタジアム, プリシュティナ · 観客数: 0 · 主審: アンドリュー・マドリー ( イングランド) |

| 2020年10月14日 20:45 (21:45 UTC+3) |

| ギリシャ | 0–0           | コソボ |
|          | Report (UEFA) |        |

| アテネ・オリンピックスタジアム, アテネ · 観客数: 0 · 主審: ロイ・ラインシュライバー ( イスラエル) |

| 2020年10月14日 20:45 (21:45 UTC+3) |

| モルドバ | 0–4           | スロベニア                                                 |
|          | Report (UEFA) | ロヴリッチ 8分 · ヴチキッチ 37分 (pen.), 42分, 55分 (pen.) |

| スタディオヌル・ジンブル, キシナウ · 観客数: 0 · 主審: ジョアン・ピニェイロ ( ポルトガル) |

| 2020年11月15日 20:45 (21:45 UTC+2) |

| モルドバ | 0–2           | ギリシャ                              |
|          | Report (UEFA) | フォルトゥニス 32分 · バカセタス 41分 |

| スタディオヌル・ジンブル, キシナウ · 観客数: 0 · 主審: フラン・ヨヴィッチ ( クロアチア) |

| 2020年11月15日 20:45 |

| スロベニア                                   | 2–1           | コソボ      |
| クルティッチ 63分 · イリチッチ 90+4分 (pen.) | Report (UEFA) | ムリキ 58分 |

| スタディオン・ストジツェ, リュブリャナ · 観客数: 0 · 主審: バルトシュ・フランコフスキー ( ポーランド) |

| 2020年11月18日 20:45 (21:45 UTC+2) |

| ギリシャ | 0–0           | スロベニア |
|          | Report (UEFA) |            |

| ゲオルギオス・カマラス・スタジアム, アテネ · 観客数: 0 · 主審: カルロス・デル・セロ・グランデ ( スペイン) |

| 2020年11月18日 20:45 |

| コソボ            | 1–0           | モルドバ |
| カストラティ 31分 | Report (UEFA) |          |

| ファディル・ボクリ・スタジアム, プリシュティナ · 観客数: 0 · 主審: ルーマー・タラジェフ ( エストニア) |

### グループ4
| 順 | チーム           | 試 | 勝 | 分 | 敗 | 得 | 失 | 差 | 点 | PQ             |     | アルバニア | ベラルーシ | リトアニア | カザフスタン |
| -- | ---------------- | -- | -- | -- | -- | -- | -- | -- | -- | -------------- | --- | ---------- | ---------- | ---------- | ------------ |
| 1  | アルバニア (P)   | 6  | 3  | 2  | 1  | 8  | 4  | +4 | 11 | リーグB昇格    |     | —          | 3–2        | 0–1        | 3–1          |
| 2  | ベラルーシ       | 6  | 3  | 1  | 2  | 10 | 8  | +2 | 10 |                |     | 0–2        | —          | 2–0        | 2–0          |
| 3  | リトアニア       | 6  | 2  | 2  | 2  | 5  | 7  | −2 | 8  |                | 0–0 | 2–2        | —          | 0–2        |              |
| 4  | カザフスタン (Q) | 6  | 1  | 1  | 4  | 5  | 9  | −4 | 4  | 残留プレーオフ |     | 0–0        | 1–2        | 1–2        | —            |

| 2020年9月4日 18:00 (19:00 UTC+3) |

| リトアニア | 0–2           | カザフスタン                       |
|            | Report (UEFA) | ザイヌトディノフ 3分 · クアト 86分 |

| LFFスタディオナス, ヴィリニュス · 観客数: 0 · 主審: レイド・オブレノビッチ ( スロベニア) |

| 2020年9月4日 20:45 (21:45 UTC+3) |

| ベラルーシ | 0–2           | アルバニア                |
|            | Report (UEFA) | チカレシ 23分 · バレ 78分 |

| ディナモ・スタジアム, ミンスク · 観客数: 0 · 主審: クリストファー・カールソン ( スウェーデン) |

| 2020年9月7日 16:00 (20:00 UTC+6) |

| カザフスタン      | 1–2           | ベラルーシ                            |
| アイムベトフ 62分 | Report (UEFA) | バルダチョウ 53分 · リサコヴィチ 86分 |

| アルマトイ・オルタリク・スタディオン, アルマトイ · 観客数: 0 · 主審: ジョルジ・クルアシュビリ ( ジョージア) |

| 2020年9月7日 20:45 |

| アルバニア | 0–1           | リトアニア          |
|            | Report (UEFA) | カズラウスカス 51分 |

| アレーナ・コムバターレ, ティラナ · 観客数: 0 · 主審: セルゲイ・ボイコ ( ウクライナ) |

| 2020年10月11日 15:00 (19:00 UTC+6) |

| カザフスタン | 0–0           | アルバニア |
|              | Report (UEFA) |            |

| アルマトイ・オルタリク・スタディオン, アルマトイ · 観客数: 0 · 主審: ドゥミトル・ムンテアン ( モルドバ) |

| 2020年10月11日 18:00 (19:00 UTC+3) |

| リトアニア                             | 2–2           | ベラルーシ                               |
| ノヴィコヴァス 7分 · ラウクゼミス 75分 | Report (UEFA) | リサコヴィチ 59分 (pen.) · サチフコ 66分 |

| LFFスタディオナス, ヴィリニュス · 観客数: 963 · 主審: ユリアン・ワインバーガー ( オーストリア) |

| 2020年10月14日 18:00 (19:00 UTC+3) |

| リトアニア | 0–0           | アルバニア |
|            | Report (UEFA) |            |

| LFFスタディオナス, ヴィリニュス · 観客数: 696 · 主審: カリム・アブド ( フランス) |

| 2020年10月14日 20:45 (21:45 UTC+3) |

| ベラルーシ                              | 2–0           | カザフスタン |
| ヤブロンスキ 36分 · ユゼプチュク 90+3分 | Report (UEFA) |              |

| ディナモ・スタジアム, ミンスク · 観客数: 2,074 · 主審: アレクサンダー・スタフレフ ( 北マケドニア) |

| 2020年11月15日 18:00 |

| アルバニア                                           | 3–1           | カザフスタン  |
| チカレシ 16分 · イスマイリ 23分 · マナイ 63分 (pen.) | Report (UEFA) | アビケン 25分 |

| アレーナ・コムバターレ, ティラナ · 観客数: 0 · 主審: ハビエル・エストラーダ・フェルナンデス ( スペイン) |

| 2020年11月15日 18:00 (20:00 UTC+3) |

| ベラルーシ                       | 2–0           | リトアニア |
| ヤブロンスキ 5分 · エボング 20分 | Report (UEFA) |            |

| ディナモ・スタジアム, ミンスク · 観客数: 1,985 · 主審: クリス・カヴァナ ( イングランド) |

| 2020年11月18日 16:00 |

| アルバニア                               | 3–2           | ベラルーシ                        |
| チカレシ 20分, 27分 (pen.) · マナイ 44分 | Report (UEFA) | スカヴィシュ 35分 · エボング 80分 |

| アレーナ・コムバターレ, ティラナ · 観客数: 0 · 主審: ラドゥ・ペトレスク ( ルーマニア) |

| 2020年11月18日 16:00 (21:00 UTC+6) |

| カザフスタン      | 1–2           | リトアニア                                    |
| アイムベトフ 38分 | Report (UEFA) | ヴォロビョヴァス 40分 · ノヴィコヴァス 90+4分 |

| アルマトイ・オルタリク・スタディオン, アルマトイ · 観客数: 0 · 主審: フセイン・ゴジェック ( トルコ) |

## 残留プレーオフ
リーグCの各グループ4位のチームは残留プレーオフを戦い、2チームがリーグC残留、2チームがリーグDに降格となる。残留プレーオフはラウンドロビン終了後の各グループ4位同士の成績を比較し、「1位対4位」「2位対3位」の組み合わせでホーム・アンド・アウェー2回戦を戦う（ラウンドロビン上位が第2戦のホームとなる）。以下の成績で優劣を判定し、勝者が残留、敗者が降格となる。
1. 2試合の合計得点
2. アウェーゴール[注釈 8]
3. 上記で決着のつかない場合は第2戦終了後に15分ハーフの延長戦
4. 3.で決着がつかない場合はPK戦

試合は2022 FIFAワールドカップ・ヨーロッパ2次予選と同じ2022年3月24-25日（第1戦）及び3月28-29日（第2戦）に行われるため、4チームのうちいずれか1チームがW杯2次予選に進出した場合はそちらが優先され、残留プレーオフはキャンセルされる。この場合、総合ランキングの47位と48位がリーグDに自動降格となる。

### 順位（総合ランキング）
| 順 | グ | チーム       | 試 | 勝 | 分 | 敗 | 得 | 失 | 差  | 点 |
| -- | -- | ------------ | -- | -- | -- | -- | -- | -- | --- | -- |
| 1  | C4 | カザフスタン | 6  | 1  | 1  | 4  | 5  | 9  | −4  | 4  |
| 2  | C1 | キプロス     | 6  | 1  | 1  | 4  | 2  | 10 | −8  | 4  |
| 3  | C2 | エストニア   | 6  | 0  | 3  | 3  | 5  | 9  | −4  | 3  |
| 4  | C3 | モルドバ     | 6  | 0  | 1  | 5  | 1  | 11 | −10 | 1  |

### 対戦カード（残留プレーオフ）
| チーム #1  | 合計             | チーム #2    | 第1戦 | 第2戦        |
| ---------- | ---------------- | ------------ | ----- | ------------ |
| モルドバ   | 2 - 2 (4 - 5(p)) | カザフスタン | 1 - 2 | 1 - 0 (延長) |
| エストニア | 0 - 2            | キプロス     | 0 - 0 | 0 - 2        |

### 試合結果（残留プレーオフ）
試合時間は現地時間。
| 2022年3月24日 19:00 UTC+2 |

| モルドバ            | 1 - 2  | カザフスタン                           |
| ニコラエスク 45+1分 | Report | マリー 63分 · （ポスマク） 79分 (o.g.) |

| スタディオヌル・ジンブル, キシナウ 観客数: 5,387 主審: アナスタシオス・シディロプロス |

| 2022年3月29日 20:00 UTC+6 |

| カザフスタン                                                                        | 0 - 1 (延長) | モルドバ                                                              |
|                                                                                     | Report       | アルマス 13分                                                         |
|                                                                                     | PK戦         |                                                                       |
| アビケン ベイセベコフ ドスマガムベトフ ザイヌトディノフ ジャクスィルィコフ ジュコフ | 5 – 4        | カイマコフ アルマス マンドリシェンコ クラチウン ニコラエスク レベンコ |

| アスタナ・アリーナ, ヌルスルタン 観客数: 12,582 主審: イヴァン・クルジャリアク |

2試合合計2-2、延長戦でも決着がつかなかったためPK戦を実施し、5-4でカザフスタンがグループC残留、モルドバがグループD降格。
| 2022年3月24日 19:00 UTC+2 |

| エストニア | 0 - 0  | キプロス |
|            | Report |          |

| ア・ル・コック・アレーナ, タリン 観客数: 5,366 主審: ウィリー・コルム |

| 2022年3月29日 19:00 UTC+3 |

| キプロス                        | 2 - 0  | エストニア |
| ジオニス 19分 · ソティリウ 51分 | Report |            |

| AEKアレナ, ラルナカ 観客数: 2,464 主審: アルトゥール・ソアレス・ディアス |

2試合合計2-0でキプロスがグループC残留、エストニアがグループD降格。

## 総合ランキング
| Rnk | グ | チーム           | 試 | 勝 | 分 | 敗 | 得 | 失 | 差  | 点 |
| --- | -- | ---------------- | -- | -- | -- | -- | -- | -- | --- | -- |
| 33  | C3 | スロベニア       | 6  | 4  | 2  | 0  | 8  | 1  | +7  | 14 |
| 34  | C1 | モンテネグロ     | 6  | 4  | 1  | 1  | 10 | 2  | +8  | 13 |
| 35  | C4 | アルバニア       | 6  | 3  | 2  | 1  | 8  | 4  | +4  | 11 |
| 36  | C2 | アルメニア       | 6  | 3  | 2  | 1  | 9  | 6  | +3  | 11 |
|     |    |                  |    |    |    |    |    |    |     |    |
| 37  | C3 | ギリシャ         | 6  | 3  | 3  | 0  | 6  | 1  | +5  | 12 |
| 38  | C4 | ベラルーシ       | 6  | 3  | 1  | 2  | 10 | 8  | +2  | 10 |
| 39  | C1 | ルクセンブルク   | 6  | 3  | 1  | 2  | 7  | 5  | +2  | 10 |
| 40  | C2 | 北マケドニア     | 6  | 2  | 3  | 1  | 9  | 8  | +1  | 9  |
|     |    |                  |    |    |    |    |    |    |     |    |
| 41  | C4 | リトアニア       | 6  | 2  | 2  | 2  | 5  | 7  | −2  | 8  |
| 42  | C2 | ジョージア       | 6  | 1  | 4  | 1  | 6  | 6  | 0   | 7  |
| 43  | C1 | アゼルバイジャン | 6  | 1  | 3  | 2  | 2  | 4  | −2  | 6  |
| 44  | C3 | コソボ           | 6  | 1  | 2  | 3  | 4  | 6  | −2  | 5  |
|     |    |                  |    |    |    |    |    |    |     |    |
| 45  | C4 | カザフスタン     | 6  | 1  | 1  | 4  | 5  | 9  | −4  | 4  |
| 46  | C1 | キプロス         | 6  | 1  | 1  | 4  | 2  | 10 | −8  | 4  |
| 47  | C2 | エストニア       | 6  | 0  | 3  | 3  | 5  | 9  | −4  | 3  |
| 48  | C3 | モルドバ         | 6  | 0  | 1  | 5  | 1  | 11 | −10 | 1  |

### 注記
1. 1 2 3 4 5 6 7 8 9 10 11 12 13 14 15 16  ヨーロッパにおける2019年コロナウイルス感染症の流行状況を踏まえ、2020年9月に行われた全試合は無観客試合で行われた[19][20]。
2. 1 2 3 4 5 6 7 8 9 10 11 12 13 14 15 16 17 18 19 20 21 22 23 24  ヨーロッパにおける2019年コロナウイルス感染症の流行状況を踏まえ、試合は無観客試合で行われた。
3. ↑  アゼルバイジャン対キプロスの試合は当初バクー・オリンピックスタジアム（バクー）で行われる予定だったが、2020年ナゴルノ・カラバフ紛争による影響を考慮し、中立地であるアルバニア・エルバサンのエルバサン・アレナに会場が移された[26]。
4. ↑  アゼルバイジャン対モンテネグロの試合は当初バクー・オリンピックスタジアム（バクー）で行われる予定だったが、UEFAが2020年10月20日に2020年ナゴルノ・カラバフ紛争による影響を理由にアゼルバイジャン及びアルメニアでの試合開催の一時停止を決定し[29]、後に中立地であるクロアチア・ザプレシチのイヴァン・ラジャク＝イビッチ・スタジアム（英語版）にて開催された[30]。
5. ↑  アルメニア対ジョージアの試合は当初ワスゲン・サルキシャン・アンヴァン・ハンラペタカン・マルザダシ（エレバン）にて開催予定だったが、2020年ナゴルノ・カラバフ紛争の影響により、中立地であるポーランド・ティヒのティヒ市立競技場（英語版）にて開催された[26]
6. ↑  アルメニア対マケドニアの試合は当初当初ワスゲン・サルキシャン・アンヴァン・ハンラペタカン・マルザダシ（エレバン）にて開催予定だったが、2020年ナゴルノ・カラバフ紛争の影響により、中立地であるキプロス・ニコシアのGSPスタジアムで開催された[29]。
7. ↑  モルドバ対コソボの試合は、両国間に外交関係が存在していないことを理由に、モルドバサッカー連盟が両国を国家承認しているイタリアでの開催を決定した[47]。
8. ↑  2021年12月17日、UEFAはCOVID-19に対応した特別ルールとして、UEFAネーションズリーグ2020-21・残留プレーオフでのアウェーゴールルールの非適用を通知した[72]。